# نحميا بيري
نحميا بيري (16 يونيو 1968 في جامايكا - ) (بالإنجليزية: Nehemiah Perry)‏ هو لاعب كريكت جامايكي. شارك في دورة ألعاب الكومنولث 1998. وشارك مع منتخب الهند الغربية للكريكت ومنتخب جامايكا الوطني للكريكت.

## وصلات خارجية
- نحميا بيري على موقع إي آس بي آن كريك إنفو (الإنجليزية)